# Peptidoglykan

Strukturformel för peptidoglykan.

Peptidoglykans bindningsstruktur. N-acetylmuraminsyra (NAM) och N-acetylglukosamin (NAG) alternerar i kedjorna, som sammanlänkas av oligopeptider.

Peptidoglykan är en polymer som består av socker och aminosyror, och utgör den huvudsakliga beståndsdelen i bakteriers cellväggar. Peptidoglykan byggs upp av N-acetylmuraminsyra och N-acetylglukosamin sammanlänkade av pentaglycinbroar (beta 1-4) med oligopeptidkedjor. Peptidoglykan studeras främst i syfte att avgöra om en bakterie är grampositiv eller gramnegativ. Grampositiva har, till skillnad från gramnegativa, en tjock (cirka 40 lager) cellvägg bestående av peptidoglykan – samt tvärgående tekoinsyra och lipotekoinsyra för ökad stabilitet – som yttersta cellvägg. Gramnegativa har tunnare peptidoglykanvägg (cirka 1-2 lager) mellan ett inre och ett yttre cellmembran.